# Андронов, Илья Евгеньевич
Илья Евгеньевич Андронов (26 ноября 1968, Пенза, СССР) — российский историк, специалист в области изучения истории Италии, историографии, культуры Нового времени; педагог, преподаватель исторического факультета Московского государственного университета имени М. В. Ломоносова; переводчик. Доктор исторических наук (2016).

## Биография
Илья Андронов родился 26 ноября 1968 года в городе Пензе. Учился в городской средней школе № 24 города Пензы.
В 1992 году окончил исторический факультет Московского государственного университета.
В 1998 году защитил диссертацию на соискание учёной степени кандидата исторических наук на тему: «У истоков итальянского Просвещения: Пьетро Джанноне». В 2016 году защитил диссертацию на соискание учёной степени доктора исторических наук на тему «Межконфессиональная полемика в западноевропейской церковной историографии XVI века». Профессор кафедры новой и новейшей истории исторического факультета МГУ с 26 июня 2019 года.
С 1 сентября 1995 года работает на преподавательской работе в Московском государственном университете. Работал преподавателем на кафедре иностранных языков исторического факультета, доцент по кафедре итальянского языка с 15 февраля 2006 года, был научным сотрудником лаборатории новой и новейшей истории стран Европы и Америки. С марта 2016 года доцент кафедры новой и новейшей истории исторического факультета Московского государственного университета, с июня 2019 года профессор.
Опубликовал более 110 научных статей и 10 книг и монографий. Участник многих научных сессий, конференций, конгрессов. Выступал с 27 докладами на конференциях, проходил 9 различных стажировок. С его участием были подготовлены и успешно защищены 2 диссертации, 18 дипломных работ. В качестве эксперта неоднократно принимал участие в телевизионных проектах. в том числе на общероссийском телеканале «Культура».
Увлекается игрой в шахматы, фортепианным джазом, свободное время посвящает дрессировке собак.

## Награды, стипендии и гранты
- Грант Фонда Луиджи Фирпо (1991),
- грант Фонда Луиджи Эйнауди (1993),
- стипендия Фонда политических исследований им. Пьеро Фарнети (1994),
- стипендия поддержки талантливых студентов, аспирантов и молодых учёных МГУ (2000),
- грант Болонского Университета на стажировку в крупнейших книгохранилищах Флоренции (2004 и 2010).

### Монографии
- И. Е. Андронов. Nostri Saeculi Novatores: межконфессиональная полемика в западноевропейской церковной историографии XVI в.. — Москва, 2019. — 464 с. — ISBN 978-5-98712-844-2.
- И. Е. Андронов. Мода. 2000 лет истории в картинках. Иллюстрированный путеводитель.. — Москва: Астрель, 2012. — 48 с. — ISBN 978-5-271-42296-6.
- И. Е. Андронов. Джузеппе Мадзини: молодые годы. — Москва: Алетейя, 2009. — 362 с. — ISBN 978-5-91419-147-1.
- И. Е. Андронов. У истоков итальянского Просвещения: Пьетро Джанноне. — Москва: ИВИ РАН, 2000. — 284 с. — ISBN 5-201-00547-0.

### Научные статьи[3]
- И. Е. Андронов. Новое исследование в контексте «истории биографий». — Журнал «Диалог со временем». 2016. Том 55, с.368-377.
- И. Е. Андронов. «Каталог свидетелей истины» Матиаса Флация как историческое сочинение. — Вестник Костромского государственного университета. 2015. Том 21, № 1. с.18-21.
- И. Е. Андронов. Концепция недавнего прошлого в «Хронике древних христианских церквей» К. Хедио (1530). — Ученые записки Орловского государственного университета. 2015. № 1 (64), с.11-18.
- И. Е. Андронов. Роль «Магдебургских центурий» в церковной историографии XVI века: новые исследования. — Диалог со временем. 2015. Том 51, с. 372—381.
- И. Е. Андронов. Inattesa modernità di un fenomeno tardo medievale. — Rivista Storica Italiana. 2014. Том 126, № 2, с. 589—595.
- И. Е. Андронов. Историзм и локальный метод в трудах Томмазо Кампеджи 1554—1561 гг. — Диалог со временем. 2014. Том 49, с. 89-107.
- И. Е. Андронов. «Магдебургские Центурии»: замысел, авторы, организация работы. — Диалог со временем. 2013. Том 42, с. 128—143.

### Доклады
- И. Е. Андронов. «Норма и аномалии в западноевропейской церковной историографии XVI века». В рамках ежегодной научной конференции «Ломоносовские чтения». Апрель 2016. Москва.
- И. Е. Андронов. «Описание явлений природы в ранней лютеранской историографии». Международная конференция «„Церковь“ в эпоху Реформации — невидимое сообщество, видимая община, вероисповедание или здание». Май 2016. Копенгаген.
- И. Е. Андронов. «О пересечении разных протестантских традиций на примере кальвинистского „Каталога свидетелей истины“ 1597 года». Всероссийская научная конференция «Кальвинизм, Франция, Европа 400 лет спустя. Взгляд из России». Ноябрь 2017. Москва.

### Экспертное мнение
- И. Е. Андронов в передаче «Что делать?» Эфир на телеканале «Культура» 22.11.2015. Выпуск 416[4].
- И. Е. Андронов в программе «Наблюдатель»: «Дары Гутенберга». Эфир на телеканале «Культура» 20 мая 2019 года.
- И. Е. Андронов в передаче «Власть факта»: «Италия: от Рисорджименто — к Республике». Эфир на телеканале «Культура» 9 сентября 2019 года.
- И.Е. Андронов в передаче Леонида Млечина "Свет и тени" на телеканале "ОТР" 01.04.2023. Выпуск №39[5].